# مرجان أحمد مرجان (فيلم)
مرجان أحمد مرجان فيلم كوميدي مصري من إنتاج سنة 2007، تأليف يوسف معاطي وإخراج علي إدريس وإنتاج شركة جود نيوز ومن بطولة عادل إمام، ميرفت أمين، شريف سلامة، بسمة أحمد، أحمد السعدني، عمرو عبد العزيز، أحمد مكي، محمد شومان ويوسف داوود، ويعتبر هذا الفيلم هو ثالث إنتاج لشركة جود نيوز وقد تكلف إنتاجه 27 مليون جنيه. وحبكة الفيلم مقتبسة من الفيلم الأمريكي العودة للمدرسة

## قصة الفيلم
تدور أحداث الفيلم حول مرجان أحمد مرجان (عادل إمام)، وهو رجل أعمال ناجح له علاقات مع الكثير من الشخصيّات المهمّة، ولكنّه يعاني من شعورٍ بالنقص بسبب عدم اكتمال تعليمه، وهو الشيء الوحيد الذي لا يمكن إخفاؤه أو شراؤه بثروته ونفوذه.
ولكن يتمكّن أولاد مرجان، وهما علياء (بسمة) وعدي (شريف سلامة)، من إقناعه بضرورة الدراسة. وبعد فترةٍ من الرفض، يوافق ويلتحق بالجامعة نفسها التي يدرس فيها أولاده. وعندها، تبدأ مرحلةٌ جديدة من حياته، حيث يتعامل مع الجامعة والتعليم بمنطق رجل الأعمال الحريص على تحقيق المكاسب وعقد الصفقات.
فعندما يدخل مرجان الجامعة، لا يكون طالباً منعزلاً، إنّما يمارس الكثير من الأنشطة. فهو يبدأ مشروعات إستثماريّة مع إدارة الجامعة كرجل أعمال محترف. كما أنّه يطول بنفوذه كلّ المراكز الطلابيّة، إذ يصبح رئيس فريق التمثيل ورئيس فريق كرة القدم، بالإضافة إلى إقامته بعلاقاتٍ وثيقة مع كلّ الطلاب، سواء أكانوا من المتحرّرين أم المتدينين.
يتناول الفيلم أيضاً قضيّة الترشّح لإنتخابات مجلس الشعب، حيث يسعى مرجان لترشيح نفسه بغية الحصول على الحصانة، باعتباره رجل أعمال لديه تجاوزات ومصالح يحرص علي حمايتها. إنّما تنافسه في الانتخابات أستاذة مادة الحضارة في الجامعة جيهان مراد (ميرفت أمين)، التي تعاديه طوال الفيلم، إنّما يحبّها أولاده إلى درجةٍ يساندونها ضدّه خلال الانتخابات. ولكن في النهاية مرجان ينجح، ممّا يثير الكثير من المعاني التي سيفهمها المشاهد حول مدى إمكانيّة حصول من لا يستحقّ على حقّ غيره باستخدام الرشوة.
ثم تحدث مشكلةٌ بين مرجان وأولاده لمّا يضطرّ إلى الغشّ في الامتحان لأنّه بالطبع لم يذاكر. ولعلّ المشاهد يلتفت لجملة علياء: «بالمنظر ده أحنا ميشرفناش إنّك تكون أبونا». فيغضب مرجان ويلطم إبنته، وما يلبث أن تصاب بأزمةٍ نفسيّة وتفقد النطق. عندها، يقرّر مرجان المذاكرة والمصالحة مع نفسه وأبنائه. وينجح في نهاية الفيلم، كما يتزوّج من جيهان مراد.

## البطولة
| - عادل إمام: (مرجان أحمد مرجان) - ميرفت أمين: (جيهان مراد) - شريف سلامة: (عدي) - بسمة أحمد: (علياء) - أحمد مكي: (هيثم دبور) - أحمد السعدني: (محمود، رئيس أسرة نور الحق) - مصطفى هريدي: (هريدي الطالب المسطول دائما) - يوسف داود: (مدير الجامعة) - محمد شومان: (حسن هنداوى) - حسن مصطفى: (جداوي) - إبراهيم يسري: (إبراهيم) - ضياء الميرغني: (شاعر القهوة) | - عمرو عبد العزيز: (تامر) - هناء عبد الفتاح: (الدكتور المرتشي) - أسامة منير: (بشخصيته الحقيقية وبصوته) - محمد أبو داوود: (بشخصيته الحقيقة كمخرج) - مدحت شلبي: (بشخصيته الحقيقية) - شريف صبحي: (نادر أحد أعضاء فريق التمثيل) - عبد الرحيم التنير - عصام الوريث - احسان التركي - محمد الدسوقي - مجدي منير |

## فريق العمل
- تاريخ أول عرض: 2007  ·  إخراج: علي إدريس  ·  إنتاج: جود نيوز جروب  ·  قصة: يوسف معاطي
- التصوير: أحمد عبد العزيز  ·  مونتاج: ماجد مجدي  ·  موسيقي:نبيل على ماهر  ·  توزيع: اوسكار النصر الماسة
- الإيرادات: 22996578 جنيه مصري

## انتقادات
وجهت للفيلم عدة انتقادات ومن أبرزها:
1. اعتماده بشكل رئيسى على موقف واحد يتكرر طوال أحداث الفيلم، وهو قدرة بطل الفيلم على إغراء الآخرين بالمال أو كما أشير له في الفيلم بـشرب الشاي بالياسمين بدون ابتكار على مستوى الأحداث أو الشخصيات.
2. أن الرسالة التي يحتويها الفيلم غير أخلاقية بالمرة، فبطل الفيلم شخص فاسد يعتمد في كل تعاملاته على الرشوة وشراء الذمم ورغم ذلك يقدمه الفيلم كنموذج ويريد أن يتعاطف الجمهور معه.
3. تشجيع المشاهدين على التبذير والإسراف في المال.
4. وصف كل فئات الشعب بالمرتشين عندما قال مرجان: «مصر كلها قبضت» لجيهان خلال رفضها لقبول رشوته للزواج منها.

## وصلات خارجية
- مرجان أحمد مرجان على موقع IMDb (الإنجليزية)
- مرجان أحمد مرجان على موقع الدهليز
- مرجان أحمد مرجان على موقع قاعدة بيانات الأفلام العربية
- مرجان أحمد مرجان على موقع Turner Classic Movies (الإنجليزية)
- مرجان أحمد مرجان على موقع قاعدة بيانات الفيلم (الإنجليزية)
- مرجان أحمد مرجان على موقع ليتربوكسد (الإنجليزية)
- مرجان أحمد مرجان على موقع كينوبويسك (الروسية)